# Diodata Saluzzo Roero
Pour les articles homonymes, voir Roero.
Diodata Saluzzo Roero (1774-1840) est une poétesse, dramaturge et autrice de fiction en prose italienne.

## Biographie
Diodata Saluzzo est née à Turin de Jeronima Cassotti di Casalgrasso et Giuseppe Angelo Saluzzo di Menusiglio, scientifique. En 1795, elle est l'une des premières femmes à être admise à l'Académie d'Arcadie et, l'année suivante, sort son premier recueil de poèmes. En 1799, elle épouse le comte Massimiliano Roero di Revello, mais à sa mort, trois ans plus tard, elle revient vivre avec sa famille. Une collection de ses histoires courtes romantiques, sur des thèmes historiques, a été publiée en 1830. De celles-ci, la plus connue est Il Castello di Binasco, un roman basé sur le second mariage et l'exécution de Béatrice Lascaris de Tende, d'abord publié dans Raccoglitore en 1819.
Son travail a attiré les louanges de personnalités telles que Tommaso Valperga di Caluso, Giuseppe Parini, Ludovico di Breme, Alessandro Manzoni, Vittorio Alfieri et Ugo Foscolo, et sa vie a inspiré le personnage de Corinne de Germaine de Staël en 1807,.
Diodata Saluzzo Roero est morte à Turin en 1840.